# Briton Hadden
Briton Hadden (18 de febrero de 1898 - 27 de febrero de 1929) fue el cofundador de la revista "Time" con su compañero de Yale Henry Luce. Fue el primer editor de "Time" y el inventor de su revolucionario estilo de escritura, conocido como Timestyle. Aunque él murió a los 31 años, es considerado como uno de los más influyentes periodistas de los años veinte, un maestro innovador y estilista, y un icono gráfico de la Edad de Jazz.

## Periodista desde siempre
Hadden se inició en el periodismo escrito en la Preparatoria Poly de Brooklyn, donde escribió para la revista escolar, la Poly Prep, y distribuyó un escrito a mano a sus compañeros de clase que se llamaba "The Daily Glonk". Pasando a Hotchkiss, una escuela de élite cerca de Lakeville, Connecticut, Hadden escribió para el "Hotchkiss Record", un periódico semanal. Después de una intensa competencia, Hadden fue elegido el presidente del periódico y Luce el asistente de editor. Hadden lo pasó entonces a una frecuencia bi-semanal.
En Yale, Hadden fue elegido para el personal del diario "Yale Daily News" y más tarde sirvió de presidente en dos ocasiones (1917-1918 y 1919-1920). Luce era editor de la sección de noticias. También en Yale, Hadden fue miembro de Delta Kappa Epsilon y un miembro de Cráneo y Huesos. Fue durante un descanso de la escuela, cuando Luce y Hadden viajó hacia el sur hacia el campamento de Jackson, Carolina del Sur como candidato a oficial del ROTC , donde comenzaron a discutir seriamente la idea de crear una revista que se condensan todas las novedades de la semana de una manera y sencilla además de breve legible para "digerir".
Después de recibir su licenciatura de Yale en 1920, Hadden escribió para el New York World, donde fue su mentor uno de los editores de periódico más conocido de Nueva York Herbert Bayard Swope. A fines de 1921 escribió a Hadden y a Luce, que recientemente ha sido dejar ir por el Chicago Daily News, y sugirió que ambos fueran a trabajar para el Baltimore News. En Baltimore, que pasaban sus noches trabajando en la idea de la revista noticiosa que, al principio, tenían previsto hacer.

## Muerte
En 1923, Luce y Hadden cofundaron la revista Time. Luce y Hadden sirvieron en años alternos como presidentes de la empresa, pero Hadden fue cuatro años y medio el editor de la revista en seis años, y fue considerado como el "presidente genio". En sus primeros años la revista se editó en una abandonada fábrica de cerveza, de la cual posteriormente se desplazaron a Cleveland en 1925, y de volver a Nueva York en 1927. En el próximo año y meses, el New Yorker se editó en el 25 W. de la Calle 45 en Manhattan. Así, los dos grandes editores de la revista de la década de 1920 - Briton Hadden y Harold Ross - trabajaron bajo el mismo techo.
Los fundadores de "Time", Henry Luce y Briton Hadden, tuvieron en mente un problema que se ha ido agravando con el tiempo y el creciente desarrollo de los medios de comunicación: la incapacidad "del hombre común y corriente para mantenerse informado". El fruto de su análisis fue un modelo que, con cambios y actualizaciones, sigue vigente.
En diciembre de 1928, Hadden se enfermó. Murió dos meses más tarde, ya que un streptococcus viridans, había entrado en su torrente sanguíneo, causando septicemia y, en definitiva, causando un shock séptico. Antes de su muerte, Hadden firmó un testamento, que dejó todas sus acciones en Time Inc a su madre y su familia además de prohibir la venta de dichas acciones en un plazo de 49 años. Dentro de un año, Luce había formado un sindicato, lo que le permitió la obtención de la mayoría del stock de acciones y revertir la acción de Hadden.

## Luce lo desconoce
Luce sacó el nombre de Hadden fuera del membrete de Time a menos de dos semanas de su muerte. En los próximos 38 años, hizo más de 300 intervenciones en todo el mundo, citando a Hadden sólo cuatro veces. Luce adquirió el control de los documentos de Hadden, y los mantuvo en Time Inc, donde a nadie fuera de la empresa se le permitió ver a los documentos mientras Luce viviera. A lo largo de su vida, Luce reclamó para sí el crédito de las ideas de Hadden en los discursos públicos y en la revista Time.
Luce presidió el crecimiento del imperio de Time-Life y los fondos donados para la construcción de un edificio a 202 York Street, en New Haven, Connecticut, que se convertiría en el nuevo hogar del Yale Daily News. 

## Yale le da su reconocimiento
La oficina se llama hoy la Briton Hadden Memorial Building